# Raiffeisen Flyers Wels
Raiffeisen Flyers Wels ist ein österreichischer Basketballverein aus Wels.
Der Verein wurde als WBC Kraftwerk Wels im Jahr 2000 durch eine Fusion von den Klubs Union Wels und ABC Sparkasse Wels gegründet. Letzterer wurde Ende der 1980er Jahre viermal österreichischer Vizemeister. Seit der Saison 2003/04 spielt die Mannschaft in der Basketball Superliga. Das Spieljahr 2005/06 war für die Mannschaft erstmals ein erfolgreiches Jahr in der noch jungen Vereinsgeschichte. Der Cupsieg und der Vizemeistertitel wurden gewonnen. Der größte Erfolg wurde am 7. Juni 2009 fixiert. Der WBC Wels wurde in einer dramatischen Finalserie gegen den Lokalrivalen Gmunden erstmals österreichischer Meister.
Nach einem Wechsel des Hauptsponsors lautete der Vereinsname ab der Saison 2009/10 WBC Raiffeisen Wels. 2017 ging der Verein in der Neugründung Raiffeisen Flyers Wels auf.

## Größte Erfolge
- 2006: Österreichischer Cupsieger
- 2006: Österreichischer Vizemeister
- 2009: Österreichischer Meister
- 2024: Österreichischer Cupsieger

## Bundesliga- und Cup-Saisonbilanzen
| Saison  | Cup           | Bundesliga                | Spieler – Reihenfolge gem. Anzahl der erzielten Meisterschaftspunkte |
| ------- | ------------- | ------------------------- | --- |
| 2000/01 | Achtelfinale  | 5. MB/2. M3*              | ??? |
| 2001/02 | Achtelfinale  | 3. MB/1. M3*              | ??? |
| 2002/03 | Viertelfinale | 1. MB/1. M2* (= 7. Platz) | Nate Connolly 580, Markus Pargfrieder 451, Rod Platt 449, Toot Young 415, Pavel Burianek 287, Arnas Kazlauskas 148, Bernd Wimmer 142, Christian Pichler 82, Torry Harris 29, Igor Mamic 19, Philip Reiter 14 |
| 2003/04 | Viertelfinale | 5. Platz (SF)             | Tilo Klette 728, Rod Platt 542, John Hemsley 421, Markus Pargfrieder 413, Ricky Moore 191, Milivoj Coso 170, Rahsaan Johnson 75, John Higgins 74, Bernd Wimmer 71, Jussi Kumpulainen 57, Nate Connolly 54, Pavel Burianek 50, Stephan Kerschbaummayr 48, Dave Esterkamp 38, Philip Reiter 2, Igor Mamic 2, Christian Pichler 2 |
| 2004/05 | Final Four    | 5. Platz                  | Tilo Klette 718, Rod Platt 511, Pavel Stanek 328, Markus Pargfrieder 327, Andre Joseph 289, Steven Johnson 286, Paris Bryant 272, Aaron Mitchell 214, Miroslav Juric 143, Chris Williams 100, Stephan Kerschbaummayr 93, Milivoj Coso 49, Pavel Burianek 29, Igor Mamic 2, Bernhard Bruckner 2, Julian Aigenberger 1           |
| 2005/06 | Cupsieg       | Vizemeister               | Curtis Bobb 672, Pavel Stanek 531, Flagan Prince 506, Rasheed Quadri 434, Miroslav Juric 373, Rod Platt 346, Richard Anderson 338, Markus Pargfrieder 212, Lukas Pinterits 48, Pavel Burianek 9, Igor Mamic 3, Stefan Schamberger 2                                                                                            |
| 2006/07 | Viertelfinale | 5. Platz (SF)             | Curtis Bobb 632, Flagan Prince 519, Pavel Stanek 401, Rod Platt 349, Armin Woschank 322, Richard Anderson 290, Markus Pargfrieder 286, Rasheed Quadri 275, Hrvoje Henjak 126, Miroslav Juric 123, Maurice Hargrow 97, Igor Mamic 3, Pavel Burianek 2, Lukas Pinterits 2                                                        |
| 2007/08 | Viertelfinale | 6. Platz                  | Kendrick Davis 658, Elijah Palmer 498, Casey Archibald 451, Armin Woschank 320, Richard Anderson 318, Pavel Stanek 305, Markus Pargfrieder 283, Kyle Wilson 184, Tilo Klette 178, Flagan Prince 93, Pavel Burianek 14, Thomas Csebits 10, Patrick Diensthuber 4                                                                |
| 2008/09 | Finale        | Meister                   | Brandon Thomas 907, Tilo Klette 445, Davor Lamesic 440, Bruce Fields 361, Matthew Nelson 357, Casey Archibald 311, Armin Woschank 311, Ricky Moore 264, Andrew Strait 255, Flagan Prince 154, Thomas Csebits 25, Patrick Diensthuber 2                                                                                         |
| 2009/10 | Viertelfinale | 4. Platz (VF)             | Trenton Meacham 571, Tilo Klette 414, Davor Lamesic 400, Bruce Fields 357, Jason Conley 339, Matthew Nelson 285, Andrew Strait 200, Ricky Moore 189, Rasheed Brokenborough 154, Thomas Csebits 81, Romed Vieider 30, Richard Bautista 7, Patrick Diensthuber 2                                                                 |

* MB = Grunddurchgang Herren B-Liga; M2 = Hauptrunde 2 (Auf-/Abstiegsrunde); M3 = Hauptrunde 3 (Abstiegsrunde); SF = Semifinale

## Spieler-Statistiken

### Punkte – Rebounds – Assists – Steals – Blocks
Brandon Thomas konnte in seiner ersten Saison im WBC-Dress mit 20,2 Punkten/Spiel insgesamt den 4. Platz in der von Deven Mitchell mit 22,4 Punkten/Spiel angeführten Bundesligawertung belegen.
Armin Woschank war mit 3,2 Assists/Spiel erneut bester WBC-Spieler bei den Assists
| Saison  | Punkte (mindestens 15 Spiele) | Rebounds (mindestens 15 Spiele) | Assists (mindestens 15 Spiele) | Steals (mindestens 15 Spiele) | Blocks (mindestens 15 Spiele) |
| ------- | ----------------------------- | ------------------------------- | ------------------------------ | ----------------------------- | ----------------------------- |
| 2003/04 | Tilo Klette 20.8              | Rod Platt 9.0                   | Ricky Moore 4.6                | Ricky Moore 1.8               | Pargfrieder, Klette je 0.4    |
| 2004/05 | Tilo Klette 18.4              | Tilo Klette 8.4                 | Paris Bryant 4.3               | Aaron Mitchell 1.5            | Tilo Klette 0.5               |
| 2005/06 | Curtis Bobb 16.0              | Flagan Prince 5.5               | Curtis Bobb 2.3                | Curtis Bobb 1.7               | Richard Anderson 1.2          |
| 2006/07 | Curtis Bobb 15.4              | Curtis Bobb 4.7                 | Armin Woschank 4.4             | Rasheed Quadri 1.5            | Flagan Prince 1.0             |
| 2007/08 | Kendrick Davis 16.5           | Elijah Palmer 6.9               | Armin Woschank 3.2             | Armin Woschank 1.2            | Richard Anderson 1.0          |
| 2008/09 | Brandon Thomas 20.2           | Andrew Strait 7.3               | Armin Woschank 3.2             | Ricky Moore 1.7               | Brandon Thomas 0.4            |
| 2009/10 | Trenton Meacham 15.4          | Jason Conley 7.7                | Jason Conley 3.2               | Ricky Moore 1.5               | Jason Conley 0.5              |

### Feldwürfe – 3-Punkte-Würfe – Freiwürfe
Curtis Bobb stellte in der Saison 2006/07 einen Bundesliga-Vereinsrekord in der Kategorie der erzielten 3-Punkte-Würfe auf. Mit 118 erzielten Dreiern war er gleichzeitig auch der Spieler mit den am meisten erzielten Dreiern aller Bundesligateams.
| Saison  | Feldwürfe (mindestens 60 Versuche) | 3-Punkte-Würfe (Quote) (mindestens 30 Versuche) | 3-Punkte-Würfe (Anzahl) | Freiwürfe (mindestens 30 Versuche) |
| ------- | ---------------------------------- | ----------------------------------------------- | ----------------------- | ---------------------------------- |
| 2003/04 | Rod Platt 62,4 %                   | Markus Pargfrieder 33,7 %                       | John Hemsley 57         | Ricky Moore 77,8 %                 |
| 2004/05 | Rod Platt 71,8 %                   | Miroslav Juric 43,1 %                           | Andre Joseph 44         | Pavel Stanek 93,8 %                |
| 2005/06 | Curtis Bobb 60,7 %                 | Pavel Stanek 52,4 %                             | Curtis Bobb 113         | Curtis Bobb 84,3 %                 |
| 2006/07 | Rasheed Quadri 60,1 %              | Miroslav Juric 42,4 %                           | Curtis Bobb 118         | Curtis Bobb 88,7 %                 |
| 2007/08 | Tilo Klette 59,7 %                 | Kyle Wilson 42,9 %                              | Casey Archibald 75      | Pavel Stanek 85,5 %                |
| 2008/09 | Andrew Strait 63,0 %               | Bruce Fields 43,4 %                             | Brandon Thomas 104      | Bruce Fields 90,1 %                |
| 2009/10 | Matthew Nelson 66,1 %              | Trenton Meacham 45,9 %                          | Trenton Meacham 89      | Tilo Klette 84,9 %                 |

## Eurocup/EuroChallenge
Am 20. Oktober 2009 absolvierte der WBC Raiffeisen Wels sein erstes Spiel in einem internationalen Bewerb. In der Eurocup-Qualifikation trifft das Team auf den Fünften der türkischen Liga Beşiktaş Cola Turka Istanbul.

## WBC-Spieler in Nationalmannschaften
Der erste WBC-Spieler, der im österreichischen Nationalteam spielte, war Markus Pargfrieder. Der WBC-Kapitän erzielte im Sommer 2004 bei der Hinrunde zur EM-Qualifikationsrunde 2005 der Division B in drei Spielen insgesamt 15 Punkte.

Im Sommer 2007 standen erstmals mit Armin Woschank, Thomas Csebits und Patrick Diensthuber 3 WBC-Spieler bei EM-Turnieren im Dress der österreichischen Nationalmannschaft im Einsatz.

2008 war Thomas Csebits der einzige WBC-Spieler bei einer Europameisterschaft.
Im Jahr 2009 wurde der WBC durch Thomas Csebits bei der U22-EM und dem erst 14-jährigen Florian Popp bei der U16-EM vertreten.
Armin Woschank absolvierte bei der EM-Qualifikation 2007 (Division B) seine mittlerweile vierte EM-Teilnahme. Der Point Guard stand bei allen 8 Spielen in der Starting Five des Nationalteams. Mit 3,3 Assists/Spiel war er der Team-Leader in dieser Kategorie.

Thomas Csebits belegte 2007 bei der U18-EM der Division B in Sofia den 13. Platz. In durchschnittlich 22 Spielminuten konnte er 5,8 Punkte pro Spiel erzielen. 2008 konnte er bei der U20-EM der Division B 4,3 Punkte pro Spiel erzielen und den 10. Platz erreichen.

Patrick Diensthuber erreichte 2007 bei der U16-EM der Division B in Skopje den 14. Platz. Der WBC-Spieler erzielte bei durchschnittlich 13 Spielminuten 5,1 Punkte und 2,6 Rebounds pro Spiel.

## MVP-Auszeichnungen
Armin Woschank konnte am Ende der Saison 2006/07 die Auszeichnung "Wertvollster österreichischer Spieler" in Empfang nehmen. Mit 4,4 Assists/Spiel war er der beste gebürtige österreichische Spieler in dieser Spezialwertung, bei der er den 5. Gesamtrang erreichte. Dazu kamen noch 7,7 Punkte und 1,3 Steals/Spiel und eine Trefferquote bei den Dreiern von 38,6 %.

Ricky Moore wurde in der Saison 2008/09 nach dem Sieg im 4. Finalspiel gegen die Allianz Swans Gmunden der Pokal für den MVP der Finalserie überreicht. Der Guard des Meisterteams konnte in den Finalspielen 7,3 Punkte, 2,8 Assists und 1,3 Steals pro Spiel erzielen.

## Spieler mit mehr als 1000 Punkten
Der WBC-Spieler mit den meisten erzielten Punkten ist seit der Meistersaison 2008/09 Tilo Klette. Der gebürtige Dresdner, der schon in Deutschland, Japan und Puerto Rico spielte, schaffte im 4. Finalspiel gegen die Allianz Swans Gmunden seine 2069. Meisterschaftspunkt.
Auf Platz 2 rangiert nun Rod Platt. Der WBC-Center erzielte insgesamt 2068 Punkte für das Team. Der gebürtige US-Amerikaner bekam im September 2006 die österreichische Staatsbürgerschaft verliehen. Nach 5 Saisonen und 167 Meisterschaftsspielen im WBC-Dress verlängerte der Club nicht mehr den Vertrag und Rod Platt wechselte im Sommer 2007 das Team.

Am 24. April 2008 absolvierte WBC-Kapitän Markus Pargfrieder nach 6 Saisonen sein letztes Spiel für das Team. In 204 Meisterschaftsspielen erzielte er 1925 Punkte.
| Name                  | Nationalität       | Punkte | Punkte/Sp. | Spiele | Jahre | WBC bzw. Folgeteam |
| --------------------- | ------------------ | ------ | ---------- | ------ | ----- | ------------------ |
| 1. Tilo Klette        | Deutschland        | 2483   | 16.6       | 150    | 5     | Karriereende       |
| 2. Roderick Platt     | ()                 | 2068   | 12.4       | 167    | 5     | USK Prag           |
| 3. Markus Pargfrieder | Osterreich         | 1925   | 9.4        | 204    | 6     | BBC Linz           |
| 4. Pavel Stanek       | Tschechien         | 1565   | 10.6       | 148    | 4     | ???                |
| 5. Curtis Bobb        | Vereinigte Staaten | 1304   | 15.7       | 83     | 2     | Beirasar Rosalia   |
| 6. Flagan Prince      | ()                 | 1272   | 10.6       | 120    | 4     | ???                |
| 7. Pavel Burianek     | Tschechien         | 1256   | 9.8        | 128    | 8     | Karriereende       |

## Nachwuchsförderung
Mit der Neugründung der Raiffeisen Flyers Wels im Jahr 2017 wurde die Zielsetzung festlegt, auf junge Spieler aus der Region zu setzen, diese an die Bundesliga-Mannschaft heranzuführen und durch die Einrichtung einer Jugendakademie den Nachwuchs zu stärken.

## Spielstätte
Die Heimspiele der Raiffeisen Flyers Wels finden in der Raiffeisen Arena statt, die Platz für 1750 Zuschauer bietet.

Bei den Heimspielen wurde die Informationsbroschüre GAME ON Das Magazin des Welser Basketball Clubs aufgelegt.